# 人人控股
人人控股有限公司（又稱人人媒體有限公司）（除牌當時為0059.HK），曾在香港交易所借安佳集團上市，由新聞集團、J.H.Whitney Co.等股東創立。業務當時經營《人人網》品牌。後來因為科網股泡沫爆破，於是出售給麥志揚，之後再售給余斌，更名為人人置業至今，同時又購回所有產業。

## 連結
- 人人網（页面存档备份，存于）
- 港股抽水机 摘自《觀點》 （页面存档备份，存于）